# Гонг

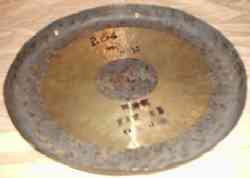
10-дюймовий китайський гонг

Гонг — стародавній ударний музичний інструмент з невизначеною висотою звуку з родини ідіофонів, що походить з Далекого сходу, де використовувався як культовий. До складу симфонічного оркестру увійшов в кінці 19 століття.
Існує велика кількість різновидів гонгів, що відрізняються розмірами, формою, характером звучання та походженням. Найпоширеніши в сучасній оркестровій практиці є китайський та яванський гонги. Іноді гонг помилково ототожнюють з там-тамом.
Китайський гонг має вигляд металевого диска із загнутими під прямим кутом краями. Діаметр диска від 50 до 80 см. Тембр звука залежить від матеріалу інструмента (складу мідного сплаву), а відносна висота — від розміру (чим менший інструмент, тим вищий звук).
Яванський гонг є різновидом китайського гонга Форма його більш опукла, в центрі диска є невеликий «бугор». Звук густіший і триваліший, затихає поступово. Розміри яванського гонга можуть коливатись від 14 до 60 см.

## Використання інструменту
В симфонічному оркестрі можливе використання кількох за розмірами і висотою звука гонгів. На гонгах великих розмірів грають калаталкою з повстяною головкою, на невеликих — паличками з м'якими головками від маримб або литавр. Записується партія гонгів на нитці або блоці ниток в партитурі — нижче партії там-тама.
В деяких видах спорту (зокрема в єдиноборствах) удар в гонг традиційно символізує початок і завершення змагання, але в новітні часи частіше використовуються альтернативні інструменти.